# EUFOR Libye
L’opération de soutien humanitaire pour la Libye (EUFOR Libye) est une opération de l’Union européenne approuvée le 1er avril 2011.

## Mandat
Son objectif principal consiste à « fournir un appui à l’aide humanitaire dans la région ». Cette absence de localisation précise permet à l’opération de se déployer sur plusieurs pays là où se font sentir les besoins. Parmi ses tâches, EUFOR Libya assure « la sécurité des déplacements et de l'évacuation des personnes déplacées » et « apporte son appui aux agences humanitaires dans leurs activités à l'aide de moyens spécifiques ».

## Échec de la mission
L'Union européenne planifie de possibles déploiements, en soutien à la mission humanitaire, mais toute décision est soumise à l’approbation du bureau des affaires humanitaires de l’ONU (OCHA), accord qui ne sera jamais donné. 
Le 27 octobre 2011, le commandant d’opération, Claudio Gaudiosi, recommande la fermeture de l’état-major, mettant ainsi fin à l’opération EUFOR Libya le 10 novembre 2011[5]. Celle-ci n’aura pas eu l’occasion d’être déployée.

## Sources

### Décisions officielles
- Décision  2011/210/PESC du Conseil relative à une opération militaire de l'Union européenne à l'appui d'opérations d'aide humanitaire en réponse à la situation de crise en Libye (opération EUFOR Libye), 32011D0210, adoptée le 1 avril 2011, JO du 5 avril 2011, p. 17-20, entrée en vigueur le 1 avril 2011, abrogée le 10 novembre 2011 par 32011D0764 [consulter en ligne, notice bibliographique]
- Décision  2011/764/PESC du Conseil abrogeant la décision 2011/210/PESC relative à une opération militaire de l’Union européenne à l’appui d’opérations d’aide humanitaire en réponse à la situation de crise en Libye (opération EUFOR Libye), 32011D0764, adoptée le 28 novembre 2011, JO du 29 novembre 2011, p. 35, entrée en vigueur le 28 novembre 2011  [consulter en ligne, notice bibliographique]